# Élisabeth Baume-Schneider
Élisabeth Baume-Schneider (Saint-Imier, 24 de diciembre de 1963) es una política suiza del Partido Socialdemócrata de Suiza/Partido Socialista Suizo y actual miembro del Consejo Federal, al que fue elegida el 7 de diciembre de 2022 como primera representante del cantón del Jura.

## Temprana edad y educación
Élisabeth Baume-Schneider se crio en una granja y sus abuelos provienen del Seeland en el cantón de Berna. Se graduó de la escuela secundaria en La Chaux-de-Fonds en 1983 y luego estudió ciencias sociales en la Universidad de Neuchâtel. Obtuvo su licenciatura en 1987. Entre 1989 y 2002 trabajó como trabajadora social en Franches-Montagnes y más tarde para la administración cantonal del Jura.

## Carrera política
En 1995 se convirtió en diputada del Gran Consejo del Jura, que presidió en 2000. Entre diciembre de 2002 y 2015 fue miembro del gobierno del cantón del Jura en el que actuó como ministra de educación, cultura y deportes. Como tal, fue elegida presidenta del comité estratégico de la Haute École Arc.
En las elecciones federales de 2019, Baume-Schneider fue elegia como una de los dos representantes del cantón del Jura en el Consejo de los Estados. En enero de 2020 fue elegida miembro del consejo asesor de la Fachhochschule. En noviembre de 2022, anunció su candidatura al Consejo Federal de Suiza.

### Consejera federal
El 7 de diciembre de 2022, fue elegida miembro del consejo federal, en sustitución de la anterior consejera federal socialista en retiro, Simonetta Sommaruga. Es la primera miembro del consejo federal del cantón de Jura, el más joven de los cantones suizos. Su elección fue controvertida, ya que significa que la parte de habla alemana de Suiza, que constituye la mayoría de la población suiza, ahora está subrepresentada en el consejo federal, con solo 3 de los 7 consejeros provenientes de esta región.

## Vida personal
Elisabeth Baume-Schneider está casada y tiene dos hijos. Su lugar de origen es Les Breuleux, Jura, Suiza. Dio a luz a su segundo hijo cuando presidía el Gran Consejo del Jura en 2000. Trató de crear un equilibrio entre el trabajo y la vida personal basado en la familia y anunció que reservaría medio día a la semana mientras actuara en el consejo ejecutivo del Jura. Luego tuvo que admitir que eso no era posible y agradeció que su esposo redujera su pensum laboral al 50%.